# Torre de' Roveri
Torre de' Roveri [ˈtorre de ˈroːveɾi] (Tór de Roér [ˈtoɾ dɛ ˈɾoɛɾ] in dialetto bergamasco) è un comune italiano di 2 567 abitanti della provincia di Bergamo in Lombardia.
Situato sulle prime propaggini collinari delle Orobie, dista circa 9 chilometri a est dal capoluogo orobico.

## Storia
I primi insediamenti umani nella zona risalgono al periodo romano, riguardo al quale sono stati rinvenuti alcuni resti, tra cui una fornace.
Il periodo medievale vide invece il paese al centro di numerose dispute tra le opposte fazioni guelfe e ghibelline, che spesso degeneravano in cruenti scontri.
Dopo la pace di Cremona, che nel 1440 sanciva la fine di queste battaglie, il paese vide un periodo di tranquillità, anche grazie alla nuova dominazione della Serenissima. I veneziani effettuarono opere volte all'irrigazione del territorio (su tutte la roggia Borgogna), al fine di favorire le attività agricole presenti.
Il borgo poté diventare comune a sé quando, nel 1669, il vescovo di Bergamo decise l'istituzione della parrocchia con sede l'antica chiesa di San Girolamo, staccandosi di fatto dal territorio di Pedrengo.
I secoli seguenti videro la presenza su questi territori delle famiglie nobili dei Pasta, che ha dato il nome al colle che sovrasta il paese (appunto Colle dei Pasta), e poi degli Sforza della Torre, che attuò numerosi interventi edilizi, tra cui la costruzione della chiesa parrocchiale.

### Simboli
Lo stemma e il gonfalone sono stati concessi con decreto del presidente della Repubblica del 21 dicembre 1989.
Il grappolo d'uva rappresenta la coltura locale della vite; la ruota dentata di dodici pezzi vuole simboleggiare il Cotonificio De’ Roveri. Il terzo elemento raffigurato è il campanile di Torre de’ Roveri.
Lo stemma è un drappo partito di bianco e di azzurro.

## Monumenti e luoghi d'interesse

### Architetture religiose
Edificata agli inizi del XX secolo, e intitolata a San Gerolamo ed alla Natività di Maria, la chiesa parrocchiale costruita sui resti della precedente, presenta bifore e trifore che richiamano lo stile gotico lombardo quattrocentesco.
Di notevole impatto risulta essere il campanile adiacente, con una caratteristica struttura a torre merlata.

### Architetture civili
Merita una citazione Villa Frizzoni, risalente al XVII secolo e costituita da tre corpi principali.

## Società

### Evoluzione demografica
Abitanti censiti

## Economia
Il paese è rinomato per le aziende agricole e agrituristiche che permettono di gustare sia cibi tipici che i vini prodotti sui colli, tra i quali spiccano il Valcalepio rosso e bianco D.O.C. ed il pregiato Moscato passito di Torre de' Roveri ottenuto impiegando uve del vitigno autoctono Moscato di Scanzo.